# 乔丹-黑尔体育场
乔丹-黑尔体育场 (Jordan-Hare Stadium) 是位于阿拉巴马州奥本市奥本大学校园内的美式橄榄球场馆。它主要作为奥本老虎队橄榄球赛事的主场。该体育场以学校历史上获胜次数最多的教练拉尔夫“舒格”乔丹和奥本第一支橄榄球队成员、奥本大学化学学院院长兼南部联盟主席克里夫·黑尔的名字命名。2005年 11 月 19 日，体育场的草坪被命名为乔丹-黑尔体育场的帕特·戴场地以纪念前奥本橄榄球教练帕特·戴。体育场在 2004 年扩建后达了目前的 87,451 个座位，是国家大学体育协会所有场馆中第十大和世界第 20 大体育场。

## 历史

### 早年间
1939 年之前，奥本大学橄榄球在德雷克球场进行主场比赛，但德雷克球场的设施十分简陋，在临时看台上只能容纳 700 人。由于容量如此之小，奥本每年只能在校园内打一场比赛，而且经常不得不在中立场馆进行许多“主场”比赛。到了 1930 年代，学校官员意识到德雷克球场已无法容纳奥本的观众，同时他们对于学校不得不在校外的体育场进行“主场”比赛感到十分懊恼。出于必要，他们决定建造一座永久性体育场。 
该体育场当时被大众称为奥本体育场，场馆的第一场比赛举办于 1939 年 11 月 10 日，奥本橄榄球队迎战了佐治亚理工学院队。 虽然学校在 1960 年之的官方正式名称为阿拉巴马理工学院，但多年来它一直被大众普遍称为“奥本”，体育场命名也反映了这一点。体育场于 1939 年感恩节（11 月 30 日）落成，之后第一场大学代表队比赛是奥本大学主教练杰克·米格 ( Jack Meagher ) 带领的球队与佛罗里达大学橄榄球队交手，比赛最后以 7-7 平局结束。当时佛罗里达大学鳄鱼队不得不在他们位于欧佩莱卡市的酒店内更衣，因为体育场毗邻的球馆仍在建设中。 奥本-佛罗里达比赛原定于 1939 年 12 月 2 日在蒙哥马利举行，比赛被重新安排的原意是为了确保体育场能在感恩节投入使用。
人们常说体育场开放时可容纳 7,500 人，但是这只是西看台（现设施西看台的下半部分）的座位数。这个数字也通常被引用为体育场建成后的初始容量，因为西看台是原始场馆唯一的永久部分。如果考虑东边的木制看台和每个端区后面的看台，体育场的实际原始容量约为 15,000——这一数字上被奥本的一些官方消息来源引用。据当时的体育业务经理和未来的体育主管杰夫比尔德说，官方统计的比赛出席人数为 7,290，这个数字来自官方印发的门票数量。然而，一封来自 Meagher 的感谢信称实际出席人数为 11,095 人，也有报纸报道称出席人数在 12,000 至 14,000 人之间。 
1947 年秋天，奥本的学生游说将体育场重新命名为皮特里体育场，以纪念于当年 10 月去世的奥本第一位橄榄球教练乔治皮特里博士。 场馆的第一次大规模扩建发生在 1949 年，当时东侧的木制看台被永久座椅取代，西看台也增加了更多座椅。这使场馆的容量达到 21,500，体育场更名为Cliff Hare 体育场。 

### 扩张时期
舒格乔丹于 1951 年成为奥本老虎队的主教练。 1973 年，他的名字被添加进体育场的名字，那时他仍在执教，这使得该场馆成为美国第一个以现役教练命名的体育场。在乔丹执教奥本的 25 年里，场馆经历了三次扩建，容量比刚建成时增加了两倍多； 1975 年乔丹退休时，场馆已有 61,261 个座位在这期间，体育场在 1960 年变成马蹄铁形状，1970 年变成碗状。
随着 1980 年西上层和 1987 年东上层的增加，该体育场成为阿拉巴马州最大的体育场，直到被阿拉巴马大学的布莱恩特-丹尼体育场（可容纳 101,821 ）在 2006 年和 2010 年扩建后反超。
在体育馆建成的大部分时间里，奥本橄榄球队并没有使用乔丹-黑尔体育场，而是在中立场地与他们的传统对手进行主场比赛。部分是由于其他体育场的容量更大、设施更好，以及在 20 世纪的大部分时间里前往奥本相对困难，而且镇上缺乏住宿。例如，在体育场开放时，镇上只有两个加油站设有公共卫生间。在体育场开放后的第一个十年里，奥本总共只举办了 12 场真正意义上的的主场比赛。  1960 年前，所有对阵佐治亚大学的比赛都在佐治亚州哥伦布举行。 1970 年代之前，奥本与田纳西大学和佐治亚理工学院间所有的主场比赛都是在亚拉巴马州伯明翰的 Leigion Field 进行。佐治亚理工学院于 1970 年首次来到奥本进行比赛，而田纳西大学于 1974 年首次来到奥本进行比赛。

### 现代时期
随着通往奥本的交通变得更便利，并且体育场的容量扩大，更多的比赛被转移到了乔丹-黑尔体育场。到了 1980 年代，阿拉巴马大学是奥本最后一个尚未在乔丹-黑尔体育场打过比赛的主要对手。自 1948 年以来，阿拉巴马大学和奥本大学之间每年一度的铁碗（Iron Bowl）比赛就一直在 Leigon Field 举行。最初，在 Leigon Field 进行比赛还说得通，因为当时的奥本体育场和当时阿拉巴马大学的的丹尼体育场都没有足够的座位来容纳观看比赛的人群。在其鼎盛时期，Legion Field 比乔丹-黑尔多容纳了 20,000 多人。
然而，从 1970 年代开始，奥本球迷越来越抵触对在伯明翰进行与阿拉巴马大学的比赛，尤其是在 1980 年代的扩建之后，乔丹-黑尔球场的容量超过 Leigon Field 球场达 2,000 多个座位。尽管奥本在 1970 年代还在那里打过一些主场比赛，但是 Legion Field 长期以来一直与阿拉巴马州的橄榄球有很深的联系，事实上，直到 1980 年代，阿拉巴马大学的大部分“主场”比赛都在 Legion Field，这里距离阿拉巴马大学塔斯卡卢萨校区仅有 45 分钟路程。
到 1981 年戴伊（Dye）成为奥本的主教练和体育主管时，让 Iron Bowl 在自家举办的呼声已经达到了高潮。多年后，戴伊回忆说，几乎就在他作为奥本的主教练第一次与亚拉巴马大学主教练布莱恩坐下来时，布莱恩沉思道，“好吧，我觉得你要（提议）把比赛带到奥本。”戴伊证实了他的说法，说：“我们（确实）要把它带到奥本。”布莱恩指出，阿拉巴马大学和奥本大学与伯明翰市的合同将一直持续到 1988 年，这促使戴伊回答说：“好吧，我们将在奥本举办 89 年的比赛。”早在 1983 年，戴伊就有权将奥本的主场比赛转移到乔丹-黑尔球场。然而，他知道布莱恩在阿拉巴马的地位如此之高，只要布莱恩还活着，试图让 Iron Bowl 成为主场系列赛就是愚蠢的。 
经过多年的谈判，两所学校同意在奇数年在奥本举行比赛。阿拉巴马大学于 1989 年 12 月 2 日首次来到奥本，这场比赛见证了排名第 11 的奥本队击败了排名第 2 的阿拉巴马队，奥本以 30-20 获胜。 1991 年的比赛在 Legion Field 进行，但从 1991 年开始， Iron Bowl 每个奇数年都在 Auburn 进行。阿拉巴马大学继续在 Legion Field 进行主场比赛，直到 1998 年终止。
场馆 2004 年的扩建将东上层甲板的每一端都增加了一个部分，增加了更多的豪华套房和额外的普通座位，座位数达到目前的 87,451 个座位。
1998 年，艺术家迈克尔·泰勒 (Michael Taylor) 受委托在体育场东侧外部绘制十幅大型壁画。这些画描绘了奥本橄榄球史上最伟大的球员、球队和时刻。  2006 年，奥本更新了这些壁画，包括增加 2006 年之前奥本橄榄球历史上伟大时刻的图像 2011 年，奥本再次更新了壁画，以表彰 2011 年之前最伟大的教练、球员和球队。

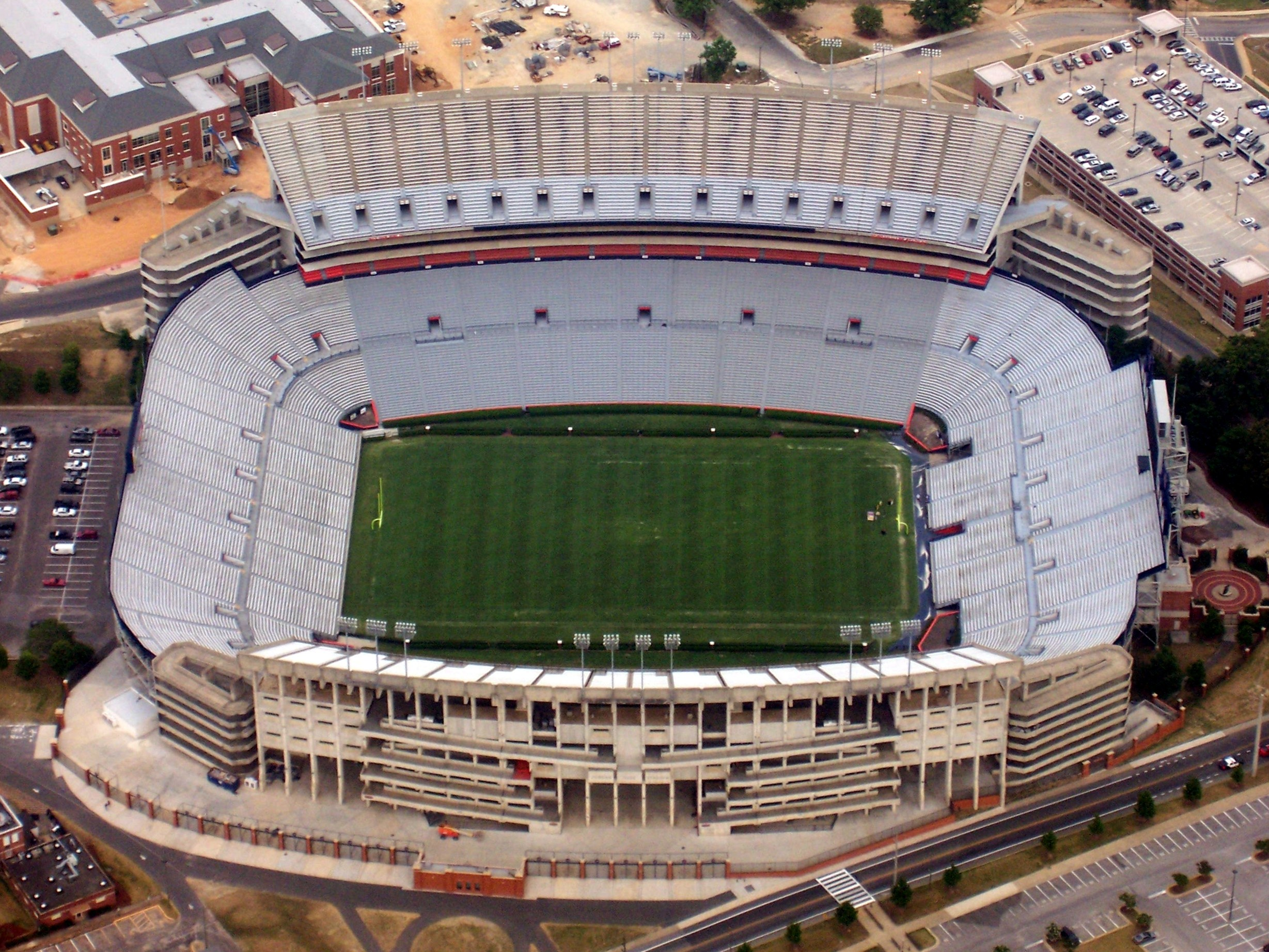
2008 年，乔丹-黑尔的鸟瞰图。

在奥本的 2007 赛季开始之前，一款 290 万美元， 30-英尺（9.1-）高74-英尺（23-）的宽屏高清Daktronics LED显示器安装在了体育场的南端区域。奥本是东南部第一所，也是 NCAA 中的第二所（仅次于得克萨斯大学）安装高清视频显示器的学校。  2015 年 8 月，一款 57 英尺 x 190 英尺（10,830平方英尺（1,006平方））的新型 LED 屏幕揭幕，这块屏幕是目前大学体育运动中最大的屏幕。
2015 年，奥本考虑对乔丹-黑尔体育场的北端区部分进行全面重建，其中包括新的高档俱乐部座位和休息室，以及建立一个新的主场更衣室以取代南端区的现有设施。该项目的成本估计为 1.45 亿美元。 在对大学捐助者和普通球迷群体进行调查后，大学没有推进这些计划，而是决定在体育场的西南角建造一个耗资 2800 万美元的比赛日后勤服务设施。该项目包括翻新和扩建现有主场更衣室、搬迁新闻发布室、新球员招募休息室以及鸟瞰 Tiger Walk 结尾处的新高档球迷俱乐部。 现有的12,000-平方英尺（1,100-平方）  西上层甲板的记者席正在改建为额外的高级俱乐部座位和休息区。该区域的教练包厢和电视包厢将保留并进行翻新。该项目的总成本为 1200 万美元，于 2018 赛季完成。 
2023 年体育场的座位进行了更新，容量增加至 88,043 个。 这些更新包括每个端区的新高级场套房、新的特权更新、新的球队场地入口以及体育场 WiFi 改进。

## 历史容量
| 容量   | 年份        |
| ------ | ----------- |
| 15,000 | 1939–1948   |
| 21,500 | 1949–1954   |
| 34,500 | 1955–1959   |
| 44,500 | 1960–1969   |
| 61,261 | 1970–1979   |
| 72,169 | 1980–1986   |
| 85,214 | 1987–1999   |
| 85,612 | 2000        |
| 86,063 | 2001–2003   |
| 87,451 | 2004 - 2022 |
| 88,043 | 2023 至今   |

## 其他用途
虽然乔丹-黑尔体育场主要作为足球场地而闻名，但它也举办过一些其他活动，包括比利格雷厄姆的演出以及詹姆斯布朗、海滩男孩、米兰达兰伯特、肯尼切斯尼和布莱克谢尔顿的音乐会演出。  